# José Miguel Cubero
José Miguel Cubero Loría (Sarchí, 14 februari 1987) is een Costa Ricaans voetballer die als middenvelder sinds 2014 speelt bij Blackpool. Met deze club is hij in het seizoen 2015/16 actief op het derde Engelse niveau, de Football League One In 2010 debuteerde hij in het Costa Ricaans voetbalelftal.

## Clubcarrière
Cubero heeft bijna zijn gehele carrière voor Club Sport Herediano gespeeld, met uitzondering van een verhuurperiode in de Apertura van het seizoen 2009/2010 aan Puntarenas FC. In april 2013 verlengde Cubero zijn contract met drie jaar.
In 2014 maakte hij, na het Wereldkampioenschap de overstap naar het Engels Blackpool FC waarmee hij in zijn eerste seizoen zou uitkomen in de Football League Championship. De club wist in 46 wedstrijden er slechts 4 te winnen en eindigde als laatste in de competitie, wat directe degradatie naar de Football League One betekende. In 19 competitiewedstrijden voor de club, wist Cubero nog niet te scoren.

## Clubstatistieken
| Seizoen              | Club                 |                      | Competitie                   | Competitie | Competitie | Beker | Beker | Internationaal | Internationaal | Overig | Overig | Totaal | Totaal |
| Seizoen              | Club                 | Wed.                 | Competitie                   | Dlp.       | Wed.       | Dlp.  | Wed.  | Dlp.           | Wed.           | Dlp.   | Wed.   | Dlp.   |        |
| -------------------- | -------------------- | -------------------- | ---------------------------- | ---------- | ---------- | ----- | ----- | -------------- | -------------- | ------ | ------ | ------ | ------ |
| 2009/10              | → Puntarenas FC      | Vlag van Costa Rica  | Primera División Apertura    | 12         | 0          | 0     | 0     | -              | -              | 5      | 0      | 17     | 0      |
| Totaal Puntarenas FC | Totaal Puntarenas FC | Totaal Puntarenas FC | Totaal Puntarenas FC         | 12         | 0          | 0     | 0     | -              | -              | 5      | 0      | 17     | 0      |
| 2009/10              | CS Herediano         | Vlag van Costa Rica  | Primera División Clausura    | 12         | 2          | 0     | 0     | -              | -              | 2      | 0      | 14     | 2      |
| 2010/11              | CS Herediano         | Vlag van Costa Rica  | Primera División Ape. + Cla. | 24         | 2          | 0     | 0     | -              | -              | 10     | 1      | 34     | 3      |
| 2011/12              | CS Herediano         | Vlag van Costa Rica  | Primera División Ape. + Cla. | 32         | 3          | 0     | 0     | 6              | 0              | 8      | 1      | 46     | 4      |
| 2012/13              | CS Herediano         | Vlag van Costa Rica  | Primera División Apertura    | 14         | 4          | 1     | 0     | 4              | 0              | 4      | 0      | 23     | 4      |
| 2013/14              | CS Herediano         | Vlag van Costa Rica  | Primera División Ape. + Cla. | 36         | 1          | 0     | 0     | 2              | 0              | 6      | 1      | 44     | 2      |
| Totaal CS Herediano  | Totaal CS Herediano  | Totaal CS Herediano  | Totaal CS Herediano          | 118        | 12         | 1     | 0     | 12             | 0              | 30     | 3      | 161    | 15     |
| 2014/15              | Blackpool            | Vlag van Engeland    | Championship                 | 12         | 0          | 0     | 0     | -              | -              | -      | -      | 12     | 0      |
| 2015/16              | Blackpool            | Vlag van Engeland    | League One                   | 7          | 0          | 4     | 0     | -              | -              | -      | -      | 11     | 0      |
| Totaal Blackpool     | Totaal Blackpool     | Totaal Blackpool     | Totaal Blackpool             | 19         | 0          | 4     | 0     | -              | -              | -      | -      | 23     | 0      |
| Totaal               | Totaal               | Totaal               | Totaal                       | 149        | 12         | 5     | 0     | 12             | 0              | 35     | 3      | 205    | 15     |

Bijgewerkt t/m 8 december 2015

## Interlandcarrière
Cubero kwam sinds zijn debuut in 2010 in tweeëndertig duels uit voor Costa Rica. Hierin wist hij tweemaal te scoren. In mei 2014 werd Cubero door bondscoach Jorge Luis Pinto opgenomen in de selectie voor het wereldkampioenschap voetbal in Brazilië.

### Interlanddoelpunten
| #  | Datum            | Stadion                             | Tegenstander | Score | Resultaat | Competitie           |
| -- | ---------------- | ----------------------------------- | ------------ | ----- | --------- | -------------------- |
| 1. | 22 december 2011 | Estadio Metropolitano, Barquisimeto | Venezuela    | 0–2   | 0–2       | Vriendschappelijk    |
| 2. | 12 oktober 2012  | Estadio Cuscatlán, San Salvador     | El Salvador  | 0–1   | 0–1       | Kwalificatie WK 2014 |